# Gerardo Parra
Gerardo Enrique Parra (Santa Bárbara del Zulia, 6 maggio 1987) è un giocatore di baseball venezuelano, esterno per i Washington Nationals della Major League Baseball.

## Carriera

### Inizi e Minor League (MiLB)
Parra si diplomò al liceo Francisco Pulgar della sua città natale, nello stato federato di Zulia, Venezuela. Il 30 agosto 2004, all'età di 17 anni, Parra firmò un contratto con gli Arizona Diamondbacks. Iniziò a giocare nel 2006 nella Pioneer League della classe Rookie.
Nel 2007 giocò quasi interamente nella classe A e partecipò alle prime partite nella classe A-avanzata.
Nel 2008 militò nella classe A-avanzata e nella Doppia-A. Iniziò la stagione 2009 nella Doppia-A.

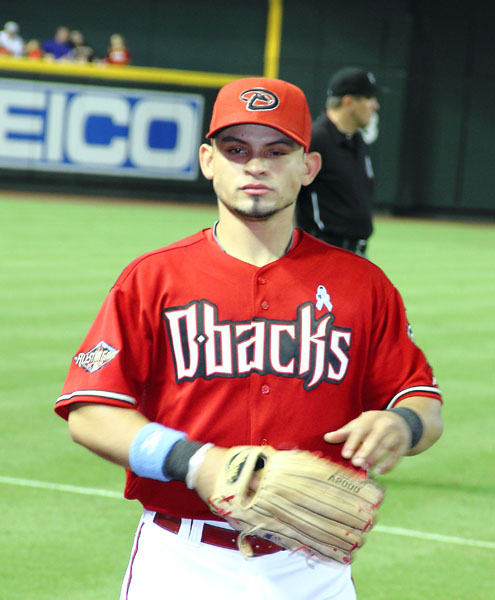
Parra con i Diamondbacks nel 2011

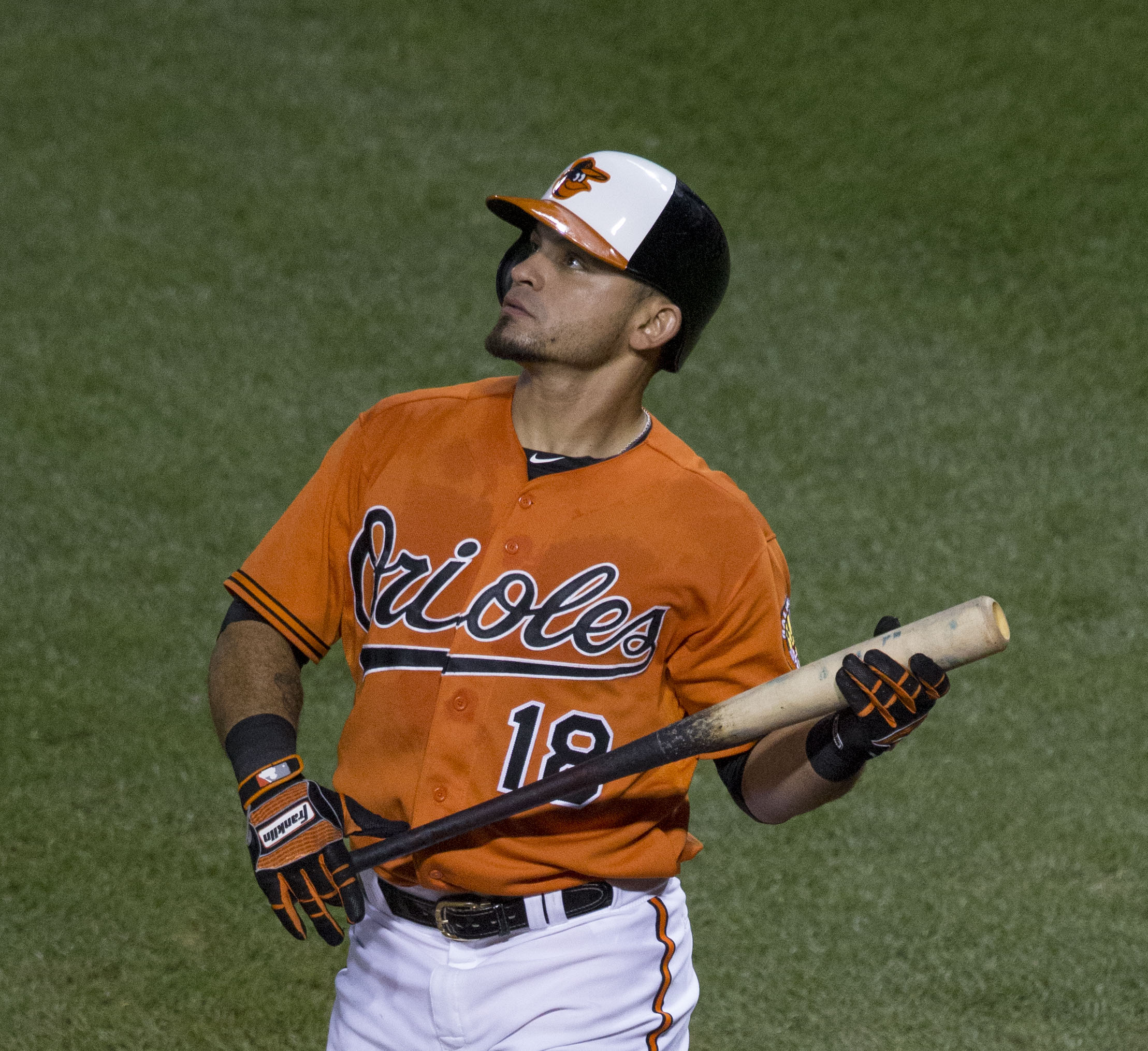
Parra con gli Orioles nel 2015

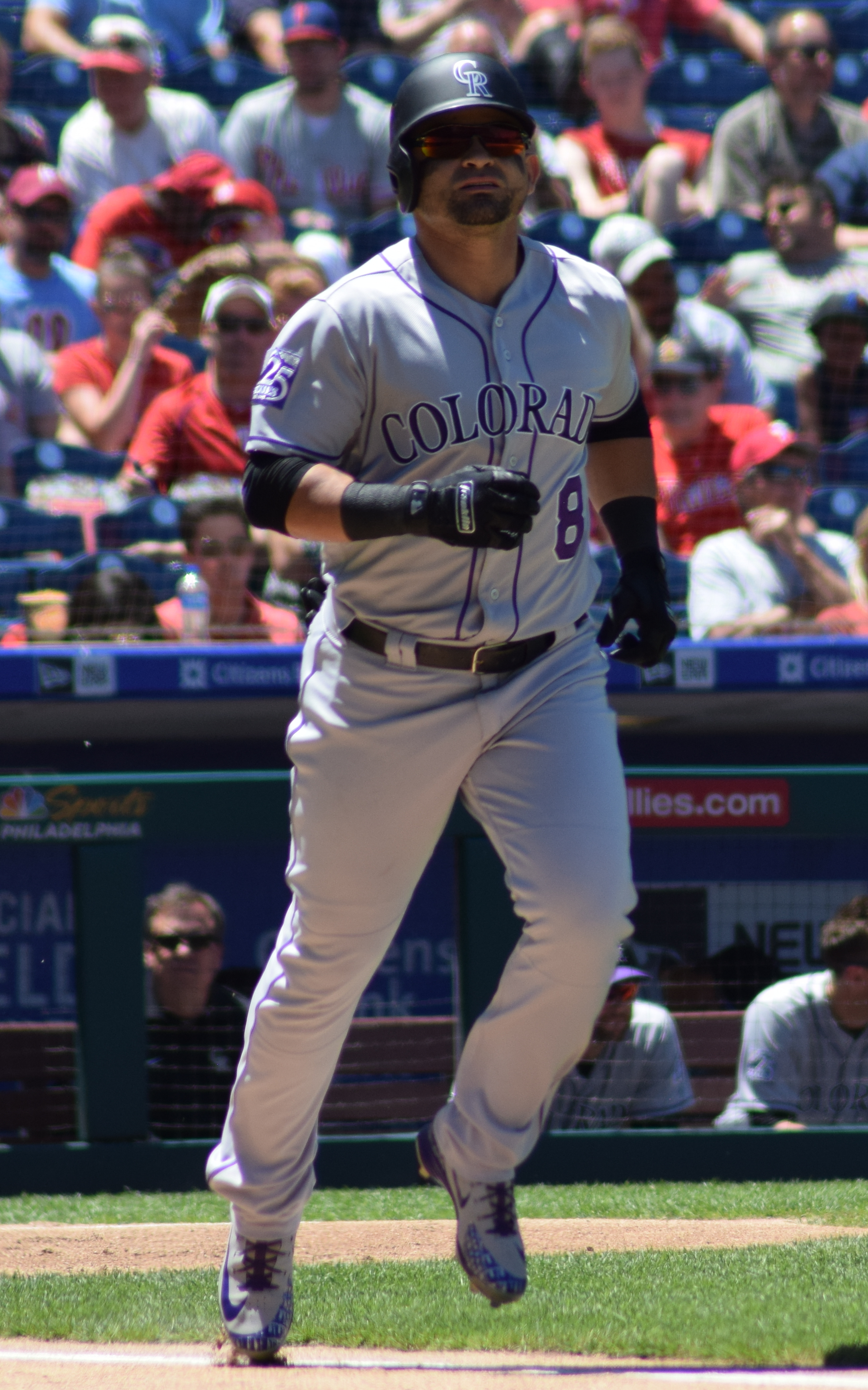
Parra con i Rockies nel 2018

### Major League (MLB)
Parra debuttò nella MLB il 13 maggio 2009, al Chase Field di Phoenix contro i Cincinnati Reds. Proprio nella partita d'esordio nel suo primo turno di battuta, batté come sua prima valida un fuoricampo, diventando il 100º giocatore della storia della MLB a riuscire nell'impresa. Venne nominato esordiente del mese di maggio. Concluse la stagione con 120 partite disputate nella MLB e 29 presenze nella minor league, tutte nella Doppia-A.
Al termine della stagione regolare 2011, partecipò nel suo primo post stagione alle Division Series, dove i D-backs venne eliminati dai Brewers per 3-2. Sempre nel 2011, venne premiato con il suo primo Guanto d'oro come esterno sinistro.
Nel 2013, vinse il suo secondo guanto d'oro e venne premiato come "Overall Defensive Players of the Year" oltre che "Defensive Player of the Year".
Il 31 luglio 2014, i Diamondbacks scambiarono Parra con i Milwaukee Brewers per Anthony Banda e Mitch Haniger.
Il 31 luglio 2015, i Brewers scambiarono Parra con i Baltimore Orioles per Zach Davies. Divenne free agent a stagione conclusa.
Il 19 gennaio 2016, Parra firmò un contratto triennale con i Colorado Rockies, con cui rimase tuttavia per due stagioni, poiché i Rockies declinarono l'opzione del 2019, pagando 1.5 milioni al giocatore, e lo resero free agent in anticipo.
Il 14 febbraio 2019, Parra firmò con i San Francisco Giants. Divenne free agent il 7 maggio.
Il 9 maggio 2019, firmò con i Washington Nationals. Durante il periodo trascorso con i Nationals, su suggerimento dei suoi figli, Parra cambiò la sua musica d'ingresso in campo con la popolare canzone per bambini Baby Shark. Questa scelta venne molto apprezzata dalla folla di tifosi che nella seconda parte della stagione iniziò a cantarla e ballarla sugli spalti, ogni volta che Parra veniva chiamato alla battuta. La "shark dance" venne utilizzata costantemente dai tifosi anche nel post stagione, dove Parra venne schierato una sola volta in difesa, ma apparve come battitore in più occasioni. Al termine delle World Series, Parra e la sua franchigia divennero campioni per la prima volta.

### Nippon Pro Baseball (NPB)
Il 20 novembre 2019, Parra firmò un contratto valido un anno con gli Yomiuri Giants della Nippon Professional Baseball. Divenne free agent il 2 dicembre 2020.

### Ritorno in Nord America
Il 3 febbraio 2021, Parra firmò un contratto di minor league con i Washington Nationals con un invito allo Spring Training incluso.

## Nazionale
Parra venne convocato dalla nazionale venezuelana per partecipare al World Baseball Classic 2009 e all'edizione 2013.

## Palmares

### Club
- World Series: 1

Washington Nationals: 2019

### Individuale
- Guanti d'oro: 2

2011, 2013
- Defensive Player of the Year: 1

2013
- Esordiente del mese: 1

NL: maggio 2009